# Anastasía Yermakova
Anastasía Yermakova –en ruso, Анастасия Ермакова– (Moscú, 8 de abril de 1983) es una deportista rusa que compitió en natación sincronizada.
Participó en dos Juegos Olímpicos de Verano en los años 2004 y 2008, obteniendo cuatro medallas de oro, dos en Atenas 2004 y dos en Pekín 2008. Ganó diez medallas en el Campeonato Mundial de Natación entre los años 2001 y 2007, y siete medallas en el Campeonato Europeo de Natación entre los años 2002 y 2010.

## Palmarés internacional
| Juegos Olímpicos   | Juegos Olímpicos      | Juegos Olímpicos | Juegos Olímpicos  |
| Año                | Lugar                 | Medalla          | Prueba            |
| ------------------ | --------------------- | ---------------- | ----------------- |
| 2004               | Atenas (Grecia)       | Medalla de oro   | Dúo               |
| 2004               | Atenas (Grecia)       | Medalla de oro   | Equipo            |
| 2008               | Pekín (China)         | Medalla de oro   | Dúo               |
| 2008               | Pekín (China)         | Medalla de oro   | Equipo            |
| Campeonato Mundial |                       |                  |                   |
| Año                | Lugar                 | Medalla          | Prueba            |
| 2001               | Fukuoka (Japón)       | Medalla de oro   | Equipo            |
| 2001               | Fukuoka (Japón)       | Medalla de plata | Dúo               |
| 2003               | Barcelona (España)    | Medalla de oro   | Dúo               |
| 2003               | Barcelona (España)    | Medalla de oro   | Equipo            |
| 2003               | Barcelona (España)    | Medalla de plata | Solo              |
| 2005               | Montreal (Canadá)     | Medalla de oro   | Dúo               |
| 2005               | Montreal (Canadá)     | Medalla de oro   | Combinación libre |
| 2007               | Melbourne (Australia) | Medalla de oro   | Dúo técnico       |
| 2007               | Melbourne (Australia) | Medalla de oro   | Dúo libre         |
| 2007               | Melbourne (Australia) | Medalla de oro   | Combinación libre |
| Campeonato Europeo |                       |                  |                   |
| Año                | Lugar                 | Medalla          | Prueba            |
| 2002               | Berlín (Alemania)     | Medalla de oro   | Dúo               |
| 2002               | Berlín (Alemania)     | Medalla de oro   | Equipo            |
| 2004               | Madrid (España)       | Medalla de oro   | Dúo               |
| 2004               | Madrid (España)       | Medalla de oro   | Equipo            |
| 2006               | Budapest (Hungría)    | Medalla de oro   | Dúo               |
| 2006               | Budapest (Hungría)    | Medalla de oro   | Combinación libre |
| 2010               | Budapest (Hungría)    | Medalla de oro   | Combinación libre |